# ロバート・ジョスリン (第4代ローデン伯爵)

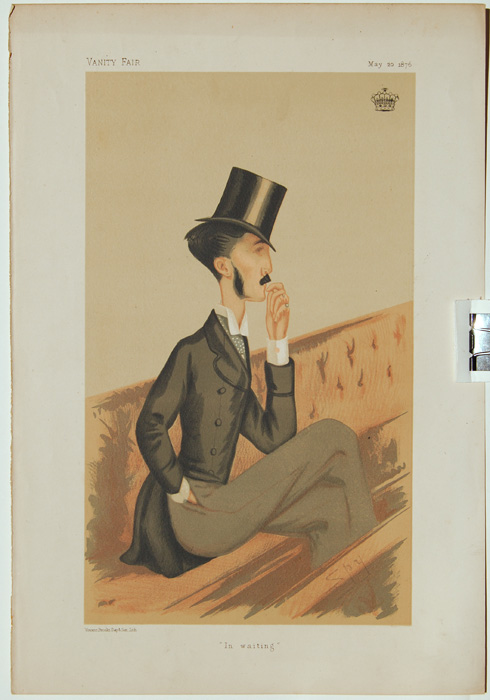
『バニティ・フェア』1876年5月20日におけるカリカチュア、レスリー・ウォード画。

第4代ローデン伯爵ロバート・ジョスリン（英: Robert Jocelyn, 4th Earl of Roden、1846年11月22日 – 1880年1月6日）は、イギリスの政治家、アイルランド貴族。第2次ディズレーリ内閣で侍従たる議員を務めた。1854年から1870年までジョスリン子爵の儀礼称号を使用した。

## 生涯
ジョスリン子爵ロバート・ジョスリン（第3代ローデン伯爵ロバート・ジョスリンの長男）と妻フランシス・エリザベス（1820年2月9日 – 1880年3月26日、第5代クーパー伯爵ピーター・クーパーの娘）の息子として、1846年11月22日にスタンホープ・ストリート（Stanhope Street）で生まれ、12月18日にメイフェアのセント・ジョージ教会で洗礼を受けた。1860年から1863年までイートン・カレッジで教育を受けた後、1864年12月6日にケンブリッジ大学トリニティ・カレッジに入学、1868年にB.A.の学位を修得した。
1868年5月15日にライフ・ガーズ第1連隊のコルネット（騎兵少尉）への辞令を購入、1869年8月18日に中尉への辞令を購入して昇進した。1870年3月20日に祖父が死去すると、ローデン伯爵位を継承、1871年初に軍務から引退した。その代わり、1871年2月3日にコルネットとして民兵隊であるハートフォードシャー・ヨーマンリー騎兵連隊に入隊、1872年5月3日に中尉に、1873年9月24日に大尉に昇進した。
第2次ディズレーリ内閣が成立すると、1874年3月2日に侍従たる議員に任命された。
1880年1月6日に生涯未婚のままフランスのマントンで死去、叔父ジョン・ストレンジが爵位を継承した。